# Mate Tsintsadze
Mate Tsintsadze (geo. მათე ცინცაძე; Poti, 7 gennaio 1995) è un calciatore georgiano, centrocampista del Gagra.

## Carriera

### Club
Il 29 gennaio 2021 viene acquistato a titolo definitivo dalla squadra albanese del Kukësi.

## Statistiche

### Cronologia presenze e reti in nazionale
| Cronologia completa delle presenze e delle reti in nazionale ― Georgia | Cronologia completa delle presenze e delle reti in nazionale ― Georgia | Cronologia completa delle presenze e delle reti in nazionale ― Georgia | Cronologia completa delle presenze e delle reti in nazionale ― Georgia | Cronologia completa delle presenze e delle reti in nazionale ― Georgia | Cronologia completa delle presenze e delle reti in nazionale ― Georgia | Cronologia completa delle presenze e delle reti in nazionale ― Georgia | Cronologia completa delle presenze e delle reti in nazionale ― Georgia |
| Data                                                                   | Città                                                                  | In casa                                                                | Risultato                                                              | Ospiti                                                                 | Competizione                                                           | Reti                                                                   | Note                                                                   |
| ---------------------------------------------------------------------- | ---------------------------------------------------------------------- | ---------------------------------------------------------------------- | ---------------------------------------------------------------------- | ---------------------------------------------------------------------- | ---------------------------------------------------------------------- | ---------------------------------------------------------------------- | ---------------------------------------------------------------------- |
| 7-9-2015                                                               | Dublino                                                                | Irlanda                                                                | 1 – 0                                                                  | Georgia                                                                | Qual. Euro 2016                                                        | -                                                                      | 76’                                                                    |
| 11-11-2015                                                             | Tallinn                                                                | Estonia                                                                | 3 – 0                                                                  | Georgia                                                                | Amichevole                                                             | -                                                                      | 73’                                                                    |
| Totale                                                                 |                                                                        | Presenze                                                               | 2                                                                      |                                                                        | Reti                                                                   | 0                                                                      |                                                                        |

## Palmarès

### Club

#### Competizioni nazionali
- Campionato georgiano: 2

Dinamo Tbilisi: 2013-2014, 2015-2016
- Coppa di Georgia: 3

Dinamo Tbilisi: 2013-2014, 2014-2015, 2015-2016
- Supercoppa di Georgia: 2

Dinamo Tbilisi: 2014, 2015